# Einwohnerentwicklung von Oberhausen
Dieser Artikel gibt die Einwohnerentwicklung von Oberhausen tabellarisch wieder.
Am 31. Dezember 2023 betrug die „Amtliche Einwohnerzahl“ für Oberhausen nach Fortschreibung des Landesbetrieb Information und Technik Nordrhein-Westfalen 211.099 (nur Hauptwohnsitze und nach Abgleich mit den anderen Landesämtern).

## Einwohnerentwicklung

Einwohnerentwicklung von Oberhausen von 1862 bis 2018

Im Mittelalter und der frühen Neuzeit lebten auf dem Gebiet des heutigen Oberhausen nur wenige hundert Menschen. Die Bevölkerungszahl wuchs sehr langsam und ging wegen der zahlreichen Kriege, Seuchen und Hungersnöte immer wieder zurück. Am 1. Februar 1862 wurde die Bürgermeisterei Oberhausen aus Teilen von sechs anderen Gemeinden gebildet. Die Urzelle und den größten Gebietsanteil (zwei Drittel) lieferte die Gemeinde Borbeck mit den Ortsteilen Lippern und Lirich. Dazu kamen Teile von Alstaden, Dümpten, Styrum und der Bürgermeisterei Mülheim-Land, sowie kleinere Teile von Meiderich und Buschhausen. Bereits zwölf Jahre danach, am 10. September 1874, erhielt die Gemeinde Oberhausen durch Einführung der Städteordnung die Stadtrechte.
Mit dem Beginn der Industrialisierung Mitte des 19. Jahrhunderts beschleunigte sich das Bevölkerungswachstum. 1862 lebten in der Gemeinde 5590 Menschen. Bei der Volkszählung vom 1. Dezember 1871 wurden 1113 Häuser und 12.805 Einwohner (davon 3176 ortsgebürtig; 7497 männlich und 5308 weiblich) ermittelt. 1885 waren es 1575 Häuser und 20.371 Einwohner (10.968 männlich und 9403 weiblich). Mit der Eingemeindung von Teilen von Borbeck, Dellwig und Frintrop am 1. April 1915 überschritt die Einwohnerzahl der Stadt Oberhausen die Grenze von 100.000, wodurch sie zur Großstadt wurde. Einen Zuwachs um mehr als 80.000 Personen auf 194.000 Einwohner brachte am 1. August 1929 die Eingemeindung von Sterkrade (50.661 Einwohner 1925) und Osterfeld (32.655 Einwohner 1925).
Deutlich sichtbar sind die Auswirkungen des Zweiten Weltkrieges. Durch die alliierten Luftangriffe wurden große Teile der Stadt zerstört. Die Einwohnerzahl sank von 192.000 im Mai 1939 auf 100.000 im April 1945. Nach Beendigung des Krieges stieg die Bevölkerung der Stadt durch die Rückkehr der Zwangsevakuierten und den Zustrom zahlreicher Flüchtlinge und Vertriebenen aus den deutschen Ostgebieten bis 1963 auf ihren historischen Höchststand von 260.570. Im Jahre 2019 stand die Stadt mit 210.764 Einwohnern unter den deutschen Großstädten an 38., innerhalb Nordrhein-Westfalens an 15. Stelle. Das ist seit 1963 ein Rückgang um 19,1 Prozent (49.806 Personen).
Die folgende Übersicht zeigt die Einwohnerzahlen nach dem jeweiligen Gebietsstand. Bis 1870 handelt es sich um Schätzungen, danach um Volkszählungsergebnisse (¹) oder amtliche Fortschreibungen der Stadtverwaltung (bis 1970) und des Statistischen Landesamtes (ab 1971). Die Angaben beziehen sich ab 1871 auf die „Ortsanwesende Bevölkerung“, ab 1925 auf die Wohnbevölkerung und seit 1987 auf die „Bevölkerung am Ort der Hauptwohnung“. Vor 1871 wurde die Einwohnerzahl nach uneinheitlichen Erhebungsverfahren ermittelt.

### Von 1862 bis 1944

Einwohnerentwicklung Oberhausen 1862–1944

(jeweiliger Gebietsstand)
| Datum              | Einwohner |
| ------------------ | --------- |
| 1. Februar 1862    | 5.590     |
| 31. Dezember 1865  | 7.210     |
| 1. Dezember 1867 ¹ | 9.240     |
| 31. Dezember 1870  | 10.563    |
| 1. Dezember 1871 ¹ | 12.805    |
| 1. Dezember 1875 ¹ | 15.476    |
| 1. Dezember 1880 ¹ | 16.680    |
| 1. Dezember 1885 ¹ | 20.371    |
| 1. Dezember 1890 ¹ | 25.249    |
| 2. Dezember 1895 ¹ | 30.154    |
| 1. Dezember 1900 ¹ | 42.148    |
| 1. Dezember 1905 ¹ | 52.166    |
| 31. Dezember 1909  | 61.812    |
| 1. Dezember 1910 ¹ | 89.900    |

| Datum              | Einwohner |
| ------------------ | --------- |
| 31. Dezember 1915  | 103.144   |
| 1. Dezember 1916 ¹ | 97.015    |
| 5. Dezember 1917 ¹ | 99.874    |
| 8. Oktober 1919 ¹  | 98.677    |
| 31. Dezember 1919  | 101.724   |
| 31. Dezember 1920  | 104.408   |
| 31. Dezember 1921  | 108.048   |
| 31. Dezember 1922  | 110.103   |
| 31. Dezember 1923  | 106.569   |
| 31. Dezember 1924  | 105.654   |
| 16. Juni 1925 ¹    | 105.121   |
| 31. Dezember 1925  | 106.370   |
| 31. Dezember 1926  | 107.866   |
| 31. Dezember 1927  | 109.369   |

| Datum             | Einwohner |
| ----------------- | --------- |
| 31. Dezember 1928 | 110.230   |
| 31. Dezember 1929 | 193.868   |
| 31. Dezember 1930 | 193.837   |
| 31. Dezember 1931 | 194.391   |
| 31. Dezember 1932 | 195.119   |
| 16. Juni 1933 ¹   | 192.345   |
| 31. Dezember 1934 | 194.782   |
| 31. Dezember 1935 | 195.267   |
| 31. Dezember 1936 | 195.286   |
| 31. Dezember 1937 | 195.370   |
| 31. Dezember 1938 | 194.900   |
| 17. Mai 1939 ¹    | 191.842   |
| 31. Dezember 1939 | 196.400   |
| 31. Dezember 1940 | 194.300   |

¹ Volkszählungsergebnis
Quelle: Stadt Oberhausen

### Von 1945 bis 1989
(jeweiliger Gebietsstand)
| Datum                | Einwohner |
| -------------------- | --------- |
| 30. April 1945       | 100.000   |
| 31. Dezember 1945    | 168.206   |
| 29. Oktober 1946 ¹   | 174.117   |
| 31. Dezember 1947    | 186.797   |
| 31. Dezember 1948    | 193.100   |
| 13. September 1950 ¹ | 202.808   |
| 31. Dezember 1951    | 211.437   |
| 31. Dezember 1952    | 216.931   |
| 31. Dezember 1953    | 226.800   |
| 25. September 1956 ¹ | 241.570   |
| 6. Juni 1961 ¹       | 256.773   |
| 31. Dezember 1961    | 258.529   |
| 31. Dezember 1962    | 260.041   |
| 31. Dezember 1963    | 260.570   |

| Datum             | Einwohner |
| ----------------- | --------- |
| 31. Dezember 1964 | 259.945   |
| 31. Dezember 1965 | 259.810   |
| 31. Dezember 1966 | 256.752   |
| 31. Dezember 1967 | 254.339   |
| 31. Dezember 1968 | 250.575   |
| 31. Dezember 1969 | 249.078   |
| 27. Mai 1970 ¹    | 246.736   |
| 31. Dezember 1970 | 245.840   |
| 31. Dezember 1971 | 244.946   |
| 31. Dezember 1972 | 242.521   |
| 31. Dezember 1973 | 240.702   |
| 31. Dezember 1974 | 239.309   |
| 31. Dezember 1975 | 237.147   |
| 31. Dezember 1976 | 234.580   |

| Datum             | Einwohner |
| ----------------- | --------- |
| 31. Dezember 1977 | 232.558   |
| 31. Dezember 1978 | 231.023   |
| 31. Dezember 1979 | 229.631   |
| 31. Dezember 1980 | 228.947   |
| 31. Dezember 1981 | 228.278   |
| 31. Dezember 1982 | 227.364   |
| 31. Dezember 1983 | 225.139   |
| 31. Dezember 1984 | 223.265   |
| 31. Dezember 1985 | 222.664   |
| 31. Dezember 1986 | 221.542   |
| 25. Mai 1987 ¹    | 220.286   |
| 31. Dezember 1987 | 220.082   |
| 31. Dezember 1988 | 221.017   |
| 31. Dezember 1989 | 222.419   |

¹ Volkszählungsergebnis

Einwohnerentwicklung Oberhausen 1945–1989

Quellen: Stadt Oberhausen (bis 1970), Landesamt für Datenverarbeitung und Statistik Nordrhein-Westfalen (ab 1971)

### Ab 1990
(jeweiliger Gebietsstand)
| Datum             | Einwohner |
| ----------------- | --------- |
| 31. Dezember 1990 | 223.840   |
| 31. Dezember 1991 | 224.559   |
| 31. Dezember 1992 | 226.025   |
| 31. Dezember 1993 | 226.254   |
| 31. Dezember 1994 | 225.443   |
| 31. Dezember 1995 | 224.397   |
| 31. Dezember 1996 | 223.884   |
| 31. Dezember 1997 | 223.637   |
| 31. Dezember 1998 | 222.456   |
| 31. Dezember 1999 | 222.349   |

| Datum             | Einwohner |
| ----------------- | --------- |
| 31. Dezember 2000 | 222.151   |
| 31. Dezember 2001 | 221.619   |
| 31. Dezember 2002 | 220.928   |
| 31. Dezember 2003 | 220.033   |
| 31. Dezember 2004 | 219.309   |
| 31. Dezember 2005 | 218.898   |
| 31. Dezember 2006 | 218.181   |
| 31. Dezember 2007 | 217.108   |
| 31. Dezember 2008 | 215.670   |
| 31. Dezember 2009 | 214.024   |

| Datum             | Einwohner |
| ----------------- | --------- |
| 31. Dezember 2010 | 212.945   |
| 31. Dezember 2011 | 212.568   |
| 31. Dezember 2012 | 210.005   |
| 31. Dezember 2013 | 209.097   |
| 31. Dezember 2014 | 209.292   |
| 31. Dezember 2015 | 210.934   |
| 31. Dezember 2016 | 211.382   |
| 31. Dezember 2017 | 211.422   |
| 31. Dezember 2018 | 210.829   |
| 31. Dezember 2019 | 210.764   |

| Datum             | Einwohner |
| ----------------- | --------- |
| 31. Dezember 2020 | 209.566   |
| 31. Dezember 2021 | 208.752   |
| 31. Dezember 2022 | 213.252   |
| 31. Dezember 2023 | 213.510   |
| 31. Dezember 2024 | 213.646   |

Einwohnerentwicklung Oberhausen ab 1990

Quelle: Landesbetrieb Information und Technik Nordrhein-Westfalen

## Bevölkerungsprognose
In ihrem 2006 publizierten „Wegweiser Demographischer Wandel 2020“, in dem die Bertelsmann-Stiftung Daten zur Entwicklung der Einwohnerzahl von 2.959 Kommunen in Deutschland liefert, wurde für Oberhausen ein Rückgang der Bevölkerung zwischen 2003 und 2020 um 4,8 Prozent (10.484 Personen) vorausgesagt.
Absolute Bevölkerungsentwicklung 2012–2030 – Prognose für Oberhausen (Hauptwohnsitze):

Nebenstehende Prognose im Vergleich zur realen Entwicklung von 1990 bis 2018

| Datum | Einwohner |
| ----- | --------- |
| 2012  | 209.980   |
| 2020  | 206.260   |
| 2025  | 203.360   |
| 2030  | 200.190   |

Quelle: Bertelsmann-Stiftung

## Bevölkerungsstruktur
Die größten Gruppen der melderechtlich in Oberhausen registrierten Ausländer kamen am 31. Dezember 2022 aus der Türkei (8.018), Syrien (3.832), Serbien (2.356), übr. europäische Staaten [u. a. Russland und Ukraine] (2.092), Italien (2.005), Polen (1.731), Bosnien und Herzegowina (1.528), Rumänien (1.160), Nordmazedonien (944), Kroatien (884), Irak (792), Nigeria (788), Afghanistan (727), Griechenland (657), Bulgarien (560), Ghana (515), Niederlande (463), Spanien (367), Marokko (310), Indien (307), Vietnam (279), Sri Lanka (273), Iran (255), Libanon (252), Österreich (207), Tunesien (186), Portugal (166), Thailand (151) und China (138).
| Bevölkerung                 | Stand 31. Dezember 2022 |
| --------------------------- | ----------------------- |
| Einwohner mit Hauptwohnsitz | 212.545                 |
| davon männlich              | 103.858                 |
| weiblich                    | 108.687                 |
| Deutsche                    | 173.801                 |
| davon männlich              | 84.032                  |
| weiblich                    | 89.769                  |
| Ausländer                   | 38.744                  |
| davon männlich              | 19.826                  |
| weiblich                    | 18.918                  |
| Ausländeranteil in Prozent  | 18,2                    |

Quelle: Statistisches Jahrbuch Oberhausen 2023

## Altersstruktur

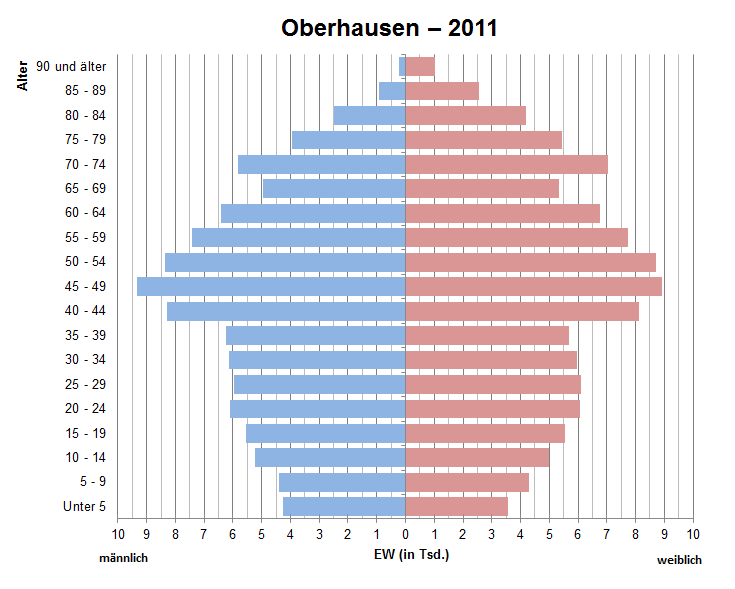
Bevölkerungspyramide für Oberhausen (Datenquelle: Zensus 2011.)

Die folgende Übersicht zeigt die Altersstruktur vom 31. Dezember 2010 (Hauptwohnsitze).
| Alter von - bis | Einwohnerzahl | Anteil in Prozent |
| --------------- | ------------- | ----------------- |
| 0 – 4           | 8.336         | 3,9               |
| 5 – 14          | 19.402        | 9,1               |
| 15 – 19         | 11.793        | 5,5               |
| 20 – 24         | 12.529        | 5,9               |
| 25 – 29         | 12.100        | 5,7               |
| 30 – 39         | 24.638        | 11,6              |
| 40 – 49         | 34.768        | 16,3              |
| 50 – 59         | 32.140        | 15,1              |
| 60 – 64         | 12.882        | 6,1               |
| über 65         | 44.357        | 20,8              |
| Gesamt          | 212.945       | 100,0             |

Quelle: Landesamt für Datenverarbeitung und Statistik Nordrhein-Westfalen

## Statistische Bezirke
Die Einwohnerzahlen beziehen sich auf den 31. Dezember 2006 (Hauptwohnsitze).
| Nr. | Name              | Fläche in km² | Einwohner- zahl | Einwohner pro km² | Ausländer in % |
| --- | ----------------- | ------------- | --------------- | ----------------- | -------------- |
| 01  | Altstadt-Süd      | 0,63          | 8.462           | 13.344            | 21,0           |
| 02  | Altstadt-Mitte    | 0,87          | 6.209           | 7.098             | 19,2           |
| 03  | Marienkirche      | 3,67          | 5.648           | 1.537             | 13,3           |
| 04  | Borbeck           | 3,25          | 8.502           | 2.614             | 10,9           |
| 05  | Bermensfeld       | 1,41          | 8.636           | 6.108             | 8,5            |
| 06  | Schlad            | 1,04          | 6.749           | 6.464             | 6,0            |
| 07  | Dümpten           | 1,45          | 8.038           | 5.533             | 7,6            |
| 08  | Styrum            | 0,97          | 6.952           | 7.161             | 8,3            |
| 09  | Alstaden-Ost      | 1,83          | 7.685           | 4.195             | 8,7            |
| 10  | Alstaden-West     | 2,02          | 10.722          | 5.314             | 6,1            |
| 11  | Lirich-Süd        | 1,51          | 8.522           | 5.646             | 21,7           |
| 12  | Lirich-Nord       | 4,08          | 7.275           | 1.781             | 12,1           |
| 13  | Buschhausen       | 4,04          | 8.854           | 2.194             | 7,4            |
| 14  | Schwarze Heide    | 3,42          | 9.067           | 2.649             | 11,0           |
| 15  | Holten            | 8,93          | 15.316          | 1.715             | 7,0            |
| 16  | Sterkrade-Nord    | 17,21         | 21.084          | 1.225             | 7,0            |
| 17  | Alsfeld           | 4,34          | 13.960          | 3.218             | 8,0            |
| 18  | Tackenberg        | 1,58          | 8.231           | 5.201             | 11,9           |
| 19  | Sterkrade-Mitte   | 2,63          | 8.420           | 3.207             | 10,3           |
| 20  | Heide             | 1,85          | 8.814           | 4.763             | 11,0           |
| 21  | Osterfeld-West    | 2,80          | 7.342           | 2.624             | 23,2           |
| 22  | Osterfeld-Ost     | 4,36          | 11.074          | 2.542             | 13,9           |
| 23  | Klosterhardt-Süd  | 1,65          | 6.078           | 3.694             | 9,7            |
| 24  | Klosterhardt-Nord | 1,48          | 6.449           | 4.367             | 26,5           |
|     | Oberhausen        | 77,03         | 218.089         | 2.831             | 11,3           |